# Cauda em V

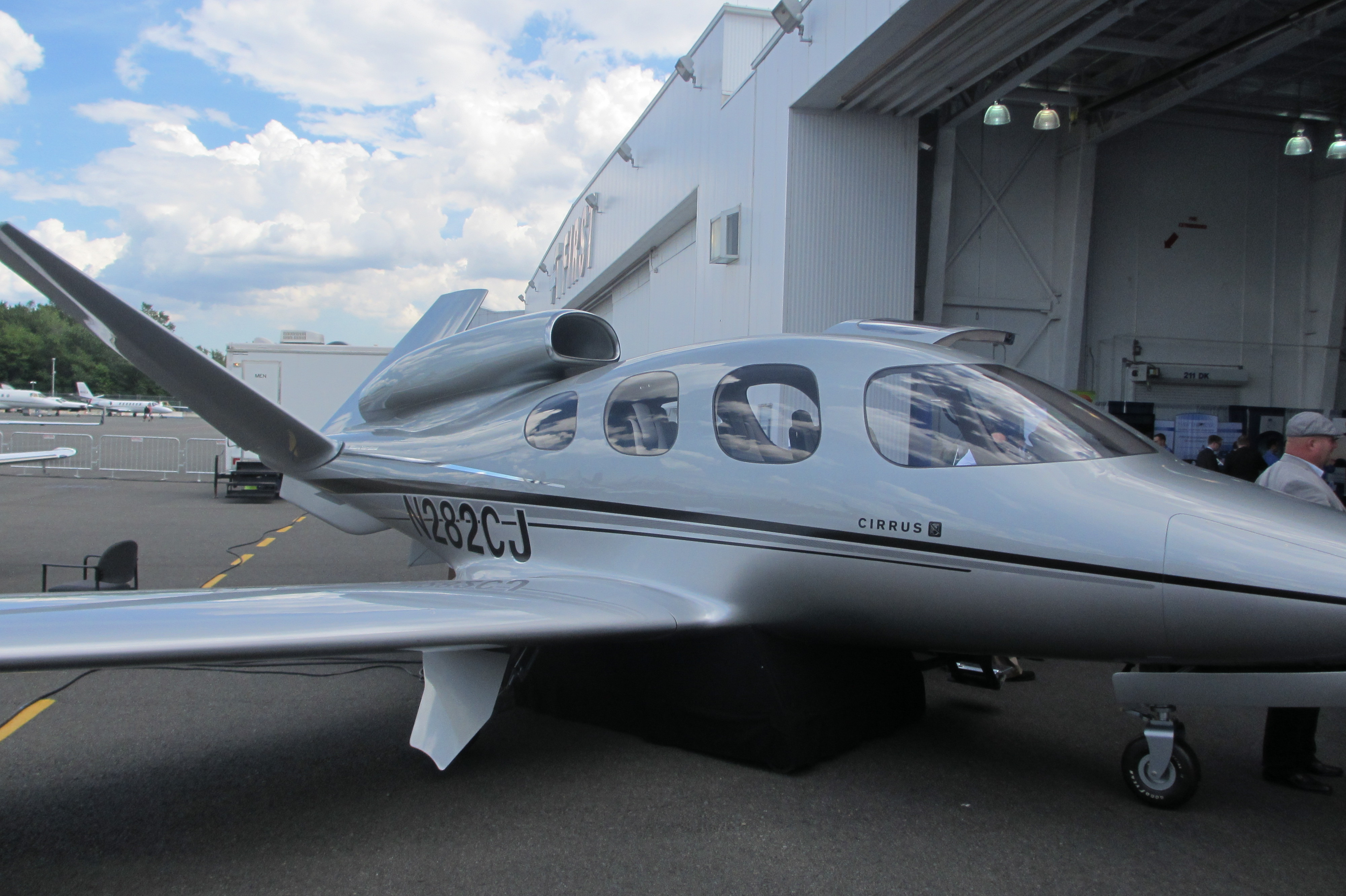
Cirrus Vision SF50, aeronave com cauda em formato de V.

A Cauda em V ou V-tail (também chamada de cauda de borboleta) é uma configuração de caudas de aeronaves onde, a invés de usar os tradicionais estabilizadores verticais e horizontais geralmente em formato de T ou cruz, são utilizados dois estabilizadores em formato de V que, em conjunto, controlam a estabilidade longitudinal e direcional. A configuração foi inventada pelo polonês Jerzy Rudlicki em 1930. Alguns exemplos de aeronaves que usam esse formato são o Beechcraft Bonanza, Cirrus Vision SF50, Fouga Magister e o Lockheed F-117 Nighthawk.
As vantagem do uso da configuração é que ela torna a cauda do avião mais leve, também diminui o acúmulo de água na superfície dos estabilizadores, também produzem menos arrasto induzido e arrasto parasita, além de ser possível colocar motores acima da fuselagem sem a interferência do leme vertical.
A desvantagem é que o sistema requer um sistema mais complexo, além de que o sistema força mais a cauda do avião, na década de 1980 o projeto da aeronave Beechcraft Bonanza foi alterado para reforçar a estrutura da cauda.

## Cauda em V invertida

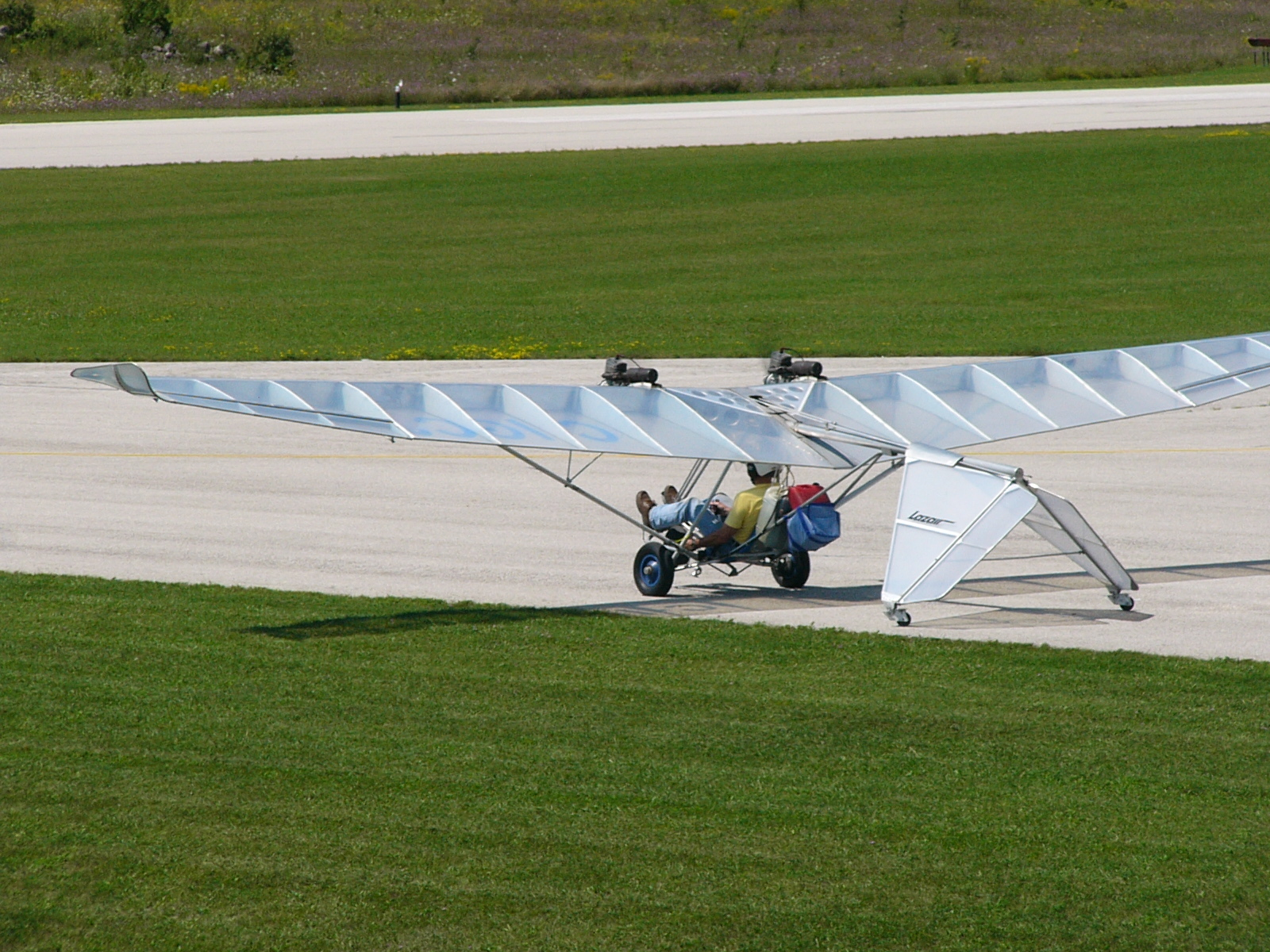
Ultraleve Lazair com cauda em formato de V invertido.

Existe também uma variação V-tail invertida, sendo o projeto Blohm & Voss P.213 da década de 1940 um dos primeiros a adotarem esse formato, além os VANTs LSI Amber, Gerneral Atomics GNAT, e o MQ-1 Predator e do ultraleve Ultraflight Lazair.